# Lombardie
Lombardie (italsky Lombardia) je oblast v severozápadní Itálii, rozkládající se od Alp až k údolí řeky Pád. Sousedí s regiony Piemontem, Emilií-Romagnou, Jižním Tyrolskem, Benátskem a Švýcarskem. Jde o nejbohatší region v Itálii a jeden z nejbohatších v Evropě. Region má rozlohu 23 863,7 km², obývá ho přibližně 10,1 milionu lidí (zhruba šestina obyvatel Itálie) a dělí se dále na 12 provincií. Hlavním městem je Milán, čtvrtá největší konurbace v Evropě.

## Dějiny
Jméno Lombardie je odvozeno od jména germánského kmene Langobardů, který sem přišel roku 568 na dlouhé cestě z pobřeží jižního Baltu. Byl to jen jeden z mnoha národů, které sem zamířily od severu nebo západu. Už v 6. století př. n. l. se zde usazovali Keltové. V rámci Římské říše oblast tolik významná nebyla, ale později se ukázaly všechny hospodářské přednosti Lombardie ve srovnání s Apeninským poloostrovem. Velice úrodné okolí, kde se dařilo obilí, ovoci, vinné révě, později i rýži, se spojovalo s mocí, kterou přinášel silný zahraniční obchod ze zaalpských oblastí. Milán se rychle stal centrem obchodu a Lombardie jeho zásobárnou; díky prodeji místních výrobků se i ty dostávaly do celé Evropy.

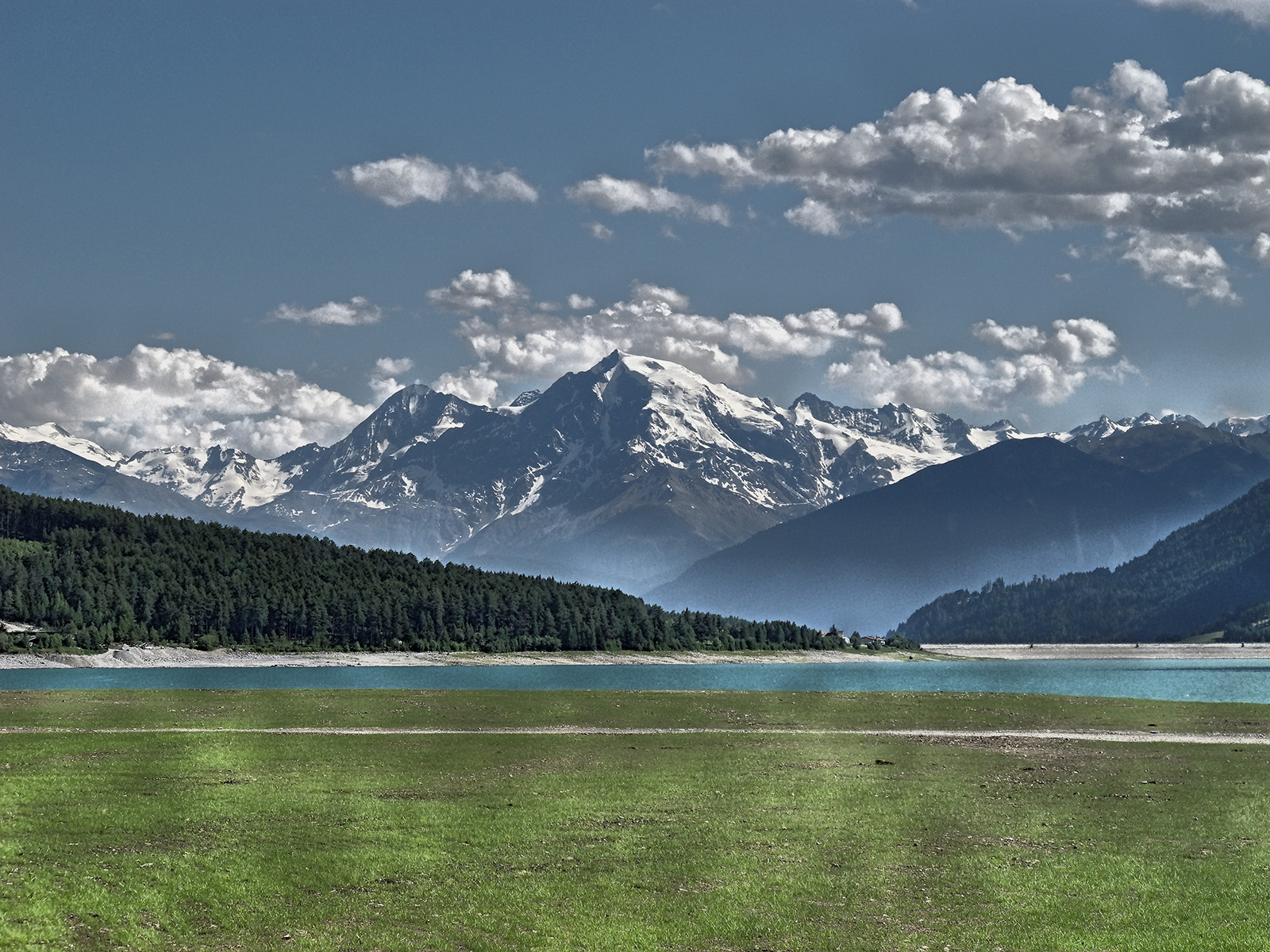
Ortles

O Lombardii měla vždy velký zájem Francie – naposledy zde vládl Napoleon Bonaparte – i Rakouské císařství, které si podmanilo Lombardii na několik desítek let v 19. století. Bylo to právě v době, kdy zde obrovsky narůstala průmyslová výroba, která už se předtím zakládala hlavně na zpracování textilií a látek (dodnes je Milán centrem módy), ale postupně i strojírenství.
Po připojení k Sardinskému království (1859), resp. později k Itálii, se Lombardie stala ekonomickým centrem italského severu, kam se stěhovalo i mnoho krajanů z chudého jihu poloostrova. Lombardie má dnes výsadní postavení i proto, že zde sídlí ty nejsilnější italské firmy (například Mediaset), ale také odtud přicházejí odštěpenecké tendence. V Lombardii je mnoho cenných historických památek a zůstává na hospodářské i kulturní špičce.

## Geografie

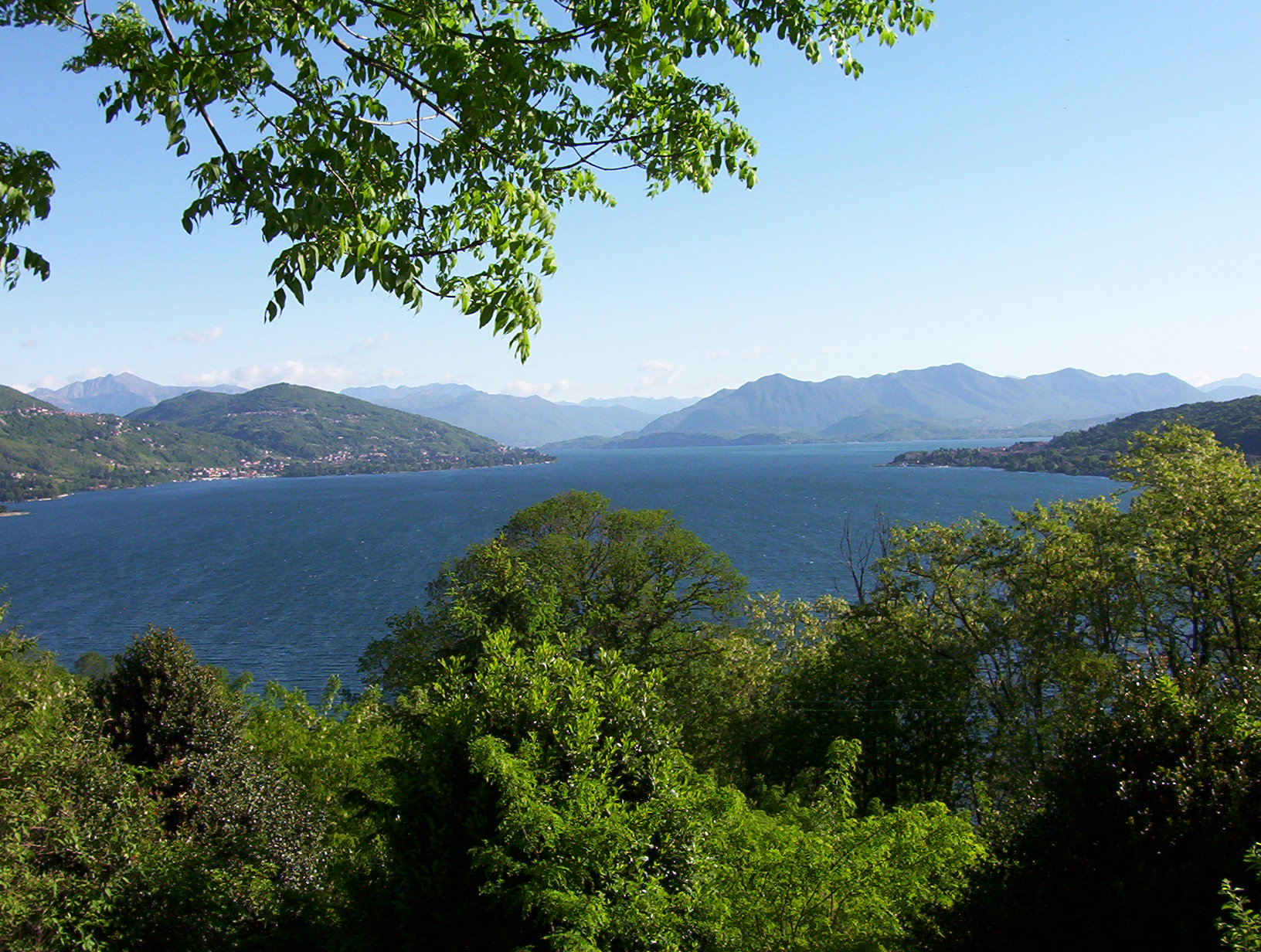
Lago Maggiore

Severní část Lombardie tvoří vysoké horské masivy Alp, v druhé polovině území, v jižní části, se rozkládá Pádská nížina. Hory zaujímají 41 % rozlohy Lombardie, vrchovina 12 % a roviny a nížiny 47 %. Alpy, které leží na území Lombardie, náleží k Jižním vápencovým Alpám. Skládají se ze pěti až šesti hlavních skupin. Na severozápadě leží Pohoří Bernina, jižně od něj leží skupina Bergamských Alp. Na severovýchodě se rozkládá Pohoří Ortles, severozápadně od něj Pohoří Livigno a jižně skupina Adamello a skupina Brenta. V horách se nachází řada jezer, všechny jsou ledovcového původu. Pádská nížina je bohatá na vodní toky, jak na řeky, tak na uměle vystavěné vodní kanály. Pro Itálii je velmi důležitá z hlediska pěstování obilí, kukuřice a rýže.

### Jezera a řeky
K největším lombardským jezerům náleží Lago di Garda (370 km²), Lago Maggiore (212 km²), nejhlubší evropské jezero Lago di Como (146 km²), Lago d'Iseo (65 km²), Lago di Lugano (49 km²), Lago di Varese (15 km²), Lago d'Idro (11 km²).
Hlavní lombardské řeky jsou Pád (652 km), Adda (313 km), Oglio (280 km), Ticino (248 km), Mincio (203 km), Chiese (160 km).

### Chráněná území

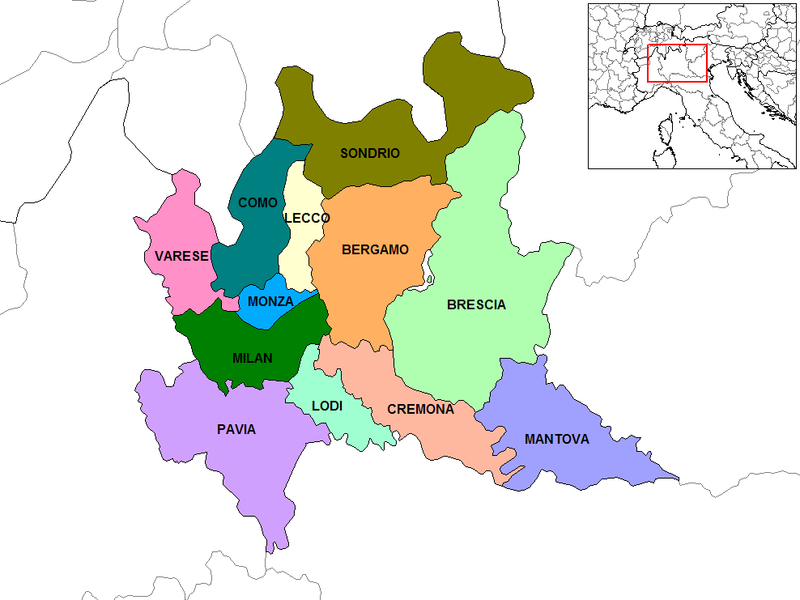
milánské provincie

K nejdůležitějším chráněným oblastem náleží největší italský národní park Parco nazionale dello Stelvio a dále regionální park Parco naturale della Valle del Ticino, který byl založen pro ochranu typické říční flóry v severní Itálii.

## Administrativní celky
Lombardie se skládá z 12 provincií.
- Provincie Bergamo, Provincie Brescia, Provincie Como, Provincie Cremona, Provincie Lecco, Provincie Lodi, Provincie Mantova , Provincie Milano, Provincie Monza e Brianza, Provincie Pavia, Provincie Sondrio, Provincie Varese

## Politika
V čele regionu stojí guvernér (Presidente), jenž je volen v přímé volbě na pětileté funkční období. Guvernér je zároveň hlavou regionální vlády (Giunta), jež se v současnosti skládá z osmi ministrů (Assessori). Nyní je guvernérem Attilio Fontana za Ligu.
Legislativním sborem je Regionální zastupitelstvo (Consiglio Regionale), které má 80 členů a je voleno poměrným systémem. Volby probíhají společně s volbou guvernéra jednou za pět let. Jedno křeslo v zastupitelstvu je rezervováno pro guvernéra regionu.

### Výsledky posledních voleb do regionálního zastupitelstva (únor 2023)
|                      |                      |                         |                     |           |       |         |
| Koalice              | Koalice              | Strana                  | Strana              | Hlasy     | Hlasy | Mandáty |
| Koalice              | Koalice              | Strana                  | Strana              | Abs.      | %     | Mandáty |
|                      | CDX                  |                         | Bratři Itálie       | 725 402   | 25.2  | 22      |
|                      | CDX                  | Liga severu             | 476 175             | 16.5      | 15    |         |
|                      | CDX                  | Forza Italia            | 208 420             | 7.2       | 6     |         |
|                      | CDX                  | Fontanova kandidátka    | 177 387             | 6.2       | 5     |         |
|                      | CDX                  | My umírnění             | 33 711              | 1.2       | 1     |         |
| Středopravice celkem | Středopravice celkem | 1 621 095               | 56.3                | 49        |       |         |
|                      | CSX                  |                         | Demokratická strana | 628 774   | 21.8  | 18      |
|                      | CSX                  | Hnutí pěti hvězd        | 113 229             | 3.9       | 3     |         |
|                      | CSX                  | Majorino guvernérem     | 110 126             | 3.8       | 2     |         |
|                      | CSX                  | Aliance Zelení a Levice | 93 019              | 3.2       | 1     |         |
| Středolevice celkem  | Středolevice celkem  | 945 148                 | 32.8                | 24        |       |         |
|                      | Az–IV                |                         | Moratti guvernérkou | 152 652   | 5.3   | 4       |
|                      | Az–IV                | Akce – Italia Viva      | 122 356             | 4.3       | 3     |         |
| Střed celkem         | Střed celkem         | 275 008                 | 9.6                 | 7         |       |         |
|                      | Lidová unie          | Lidová unie             | Lidová unie         | 39 913    | 1.4   | 0       |
| Celkem               | Celkem               | Celkem                  | Celkem              | 2 881 164 | 100   | 80      |

## Hlavní centra Lombardie

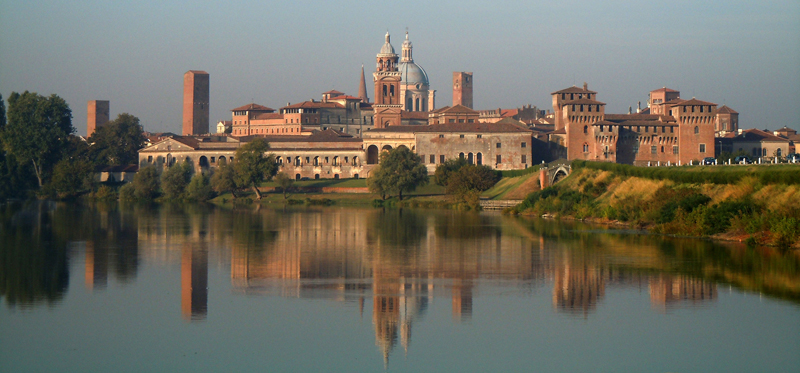
Mantova

- Milán
- Bergamo
- Brescia
- Pavia
- Cremona
- Mantova
- Monza
- Como
- Varese